# Kroupki
Kroupki (en biélorusse : Крупкі ; en alphabet lacinka : Krupki ; en russe : Крупки) est une ville de la voblast de Minsk, en Biélorussie, et le centre administratif du raïon de Kroupki. Sa population s'élevait à 8 602 habitants en 2015.

## Géographie
Kroupki est située à 113 km au nord-est de Minsk.

## Histoire
Fondé en 1067, Kroupki fit partie du royaume de Pologne puis de la république des Deux Nations avant d'être absorbé par le grand-duché de Lituanie. En 1793, le deuxième partage de la Pologne l'attribua à l'Empire russe. Kroupki dépendait alors du gouvernement de Moguilev. Une communauté juive y était présente au XVIIe siècle et prospérait au milieu du siècle suivant. La majorité de la population était juive à la fin du XIXe siècle, mais environ les trois quarts des Juifs quittèrent la ville pour l'Europe occidentale ou les États-Unis après la Révolution russe et la guerre civile qui s'ensuivit, si bien qu'ils n'étaient plus que 870 en 1939. Kroupki fut soviétique dans l'entre-deux-guerres. Après avoir été brièvement rattaché à la république socialiste soviétique de Biélorussie, en janvier 1919, Kroupki fut transféré à la république socialiste fédérative soviétique de Russie jusqu'en 1924 avant de retourner à la RSS de Biélorussie et de devenir un centre administratif de raïon. Le 27 septembre 1938, le village de Kroupki accéda au statut de commune urbaine. Pendant la Seconde Guerre mondiale, Kroupki fut occupée par l'Allemagne nazie du 1er juillet 1941 au 28 juin 1944. La totalité de la communauté juive de Kroupki, soit un millier de personnes, fut massacrée le 18 septembre 1941. Kroupki accéda au statut de ville en 1991 et reçut officiellement ses armoiries en 1999.

## Population
Recensements (*) ou estimations de la population :
| 1897* | 1910  | 1923* | 1926* | 1939* | 1959* | 1970* |
| ----- | ----- | ----- | ----- | ----- | ----- | ----- |
| 1 523 | 1 809 | 1 417 | 2 078 | 3 455 | 3 800 | 4 749 |

| 1979* | 1989* | 2009* | 2012  | 2013  | 2014  | 2015  |
| ----- | ----- | ----- | ----- | ----- | ----- | ----- |
| 5 940 | 8 123 | 7 880 | 8 604 | 8 607 | 8 586 | 8 602 |